# Grassavanne

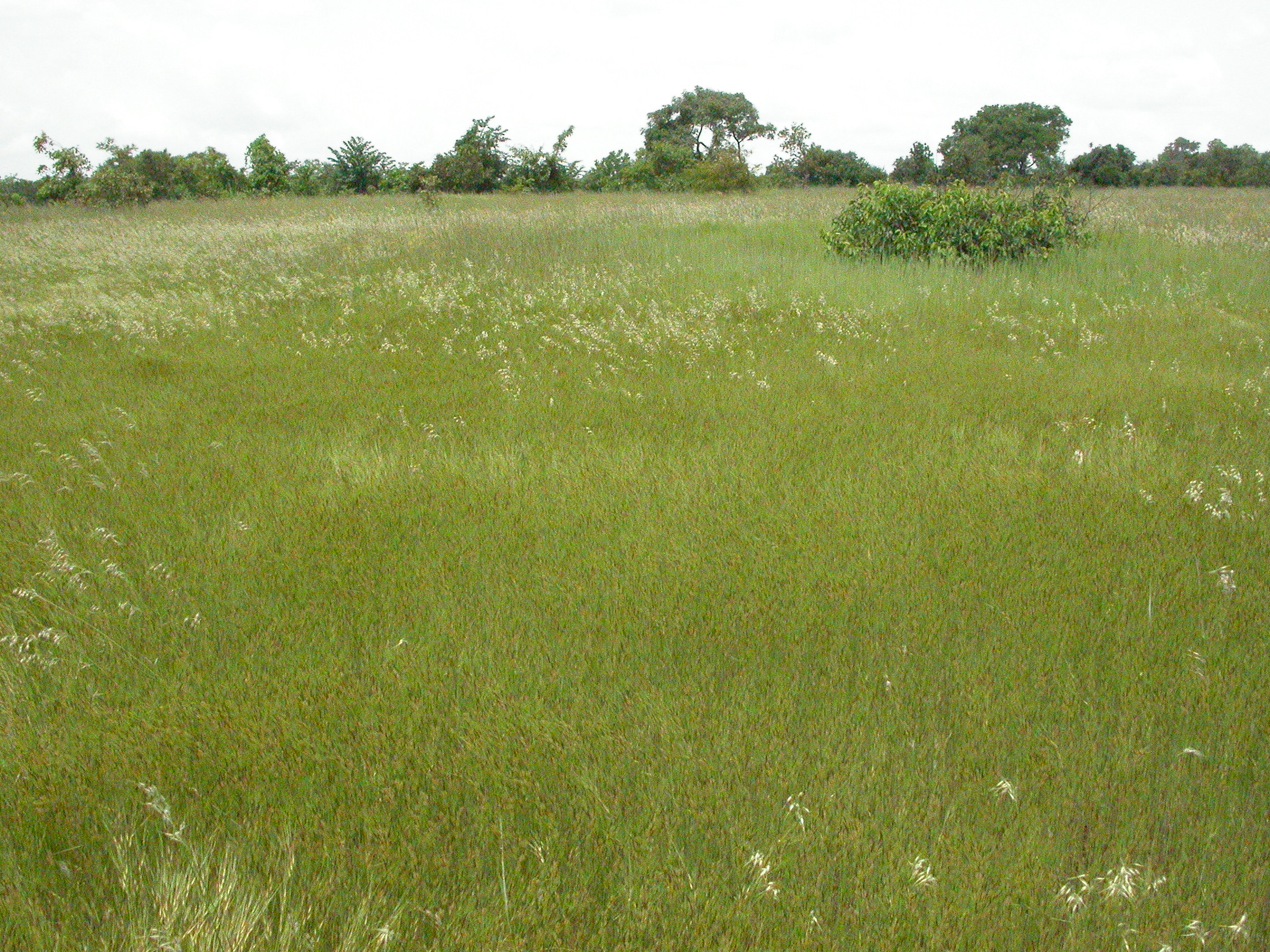
Grassavanne im F.Cl. de Dindéresso, Burkina Faso

Die Grassavanne ist ein tropischer Vegetationstyp mit wenigen oder keinen Gehölzen und einer geschlossenen hohen Grasschicht. Andere Savannentypen sind durch einen höheren Gehölzanteil gekennzeichnet, in Steppen ist die Krautschicht niedriger, offener und weniger von Gräsern dominiert. Grassavannen kommen häufig unter Umweltbedingungen vor, die durch Staunässe, geringe Bodenmächtigkeit oder andere Faktoren die Entstehung einer Gehölzschicht verhindern.